# Hochstedt (Nordhausen)
Hochstedt ist ein Ortsteil der Stadt Nordhausen in Thüringen.

## Lage
Hochstedt befindet sich etwa sechs Kilometer nordwestlich der Kernstadt Nordhausens in ländlich geprägter Umgebung.

### Gewässer
Der Hochstedter Bach entspringt nordwestlich des Ortes und durchfließt diesen. Er mündet bei der Flarichsmühle in die Helme.
Das Naturdenkmal Großes Seeloch liegt 500 Meter südlich des Ortes. Der etwa kreisrunde, wassergefüllte Erdfall misst ungefähr 110 Metern im Durchmesser und ist Teil einer Kette von Karsterscheinungen in der Gemeindeflur.

## Geschichte
Das Große Seeloch hatte wahrscheinlich regionale Bedeutung als vor- und frühgeschichtliche Kultstätte.
Hochstedt wurde am 4. November 1184 erstmals urkundlich erwähnt.
1950 wurde Hochstedt nach Herreden eingemeindet. 1993 wurden beide Orte Teil von Nordhausen. 2009 wurde Hochstedt auf Antrag der Bevölkerung ein eigenständiger Ortsteil innerhalb Nordhausens.

## Ortsbürgermeister
Seit 2019 ist Steffen Scheibe Ortsbürgermeister von Hochstedt. Er wurde 2019 einstimmig und ohne Gegenkandidaten ins Amt gewählt und 2024 mit 88,6 Prozent der Stimmen im Amt bestätigt.

## Kirche
Die Dorfkirche Hochstedt wurde 1831/32 errichtet und musste 1965 abgerissen werden, da sie kein Fundament hatte und einzustürzen drohte. 1968 wurde eine kleine Kapelle mit separatem Glockenstuhl errichtet.